# Duc de Châtellerault
Pour les articles homonymes, voir Châtellerault (homonymie).
Duc de Châtellerault est un titre de noblesse français qui a été créé à plusieurs reprises, à l'origine dans la pairie de France en 1515. Il tire son nom de Châtellerault, dans la Vienne.
À l'origine, le titre est créé pour François de Bourbon-Montpensier, fils cadet de Gilbert, comte de Montpensier, créé vicomte de Châtellerault en février 1514. Il reçoit le duché-pairie de Châtellerault en 1515, mais il est tué la même année et remplacé par son frère Charles, jure uxoris (du droit de sa femme), duc de Bourbon et d'Auvergne. Le titre est confisqué en 1527 après que le duc, qui était connétable de France, a trahi le roi en s'alliant à l'empereur Charles Quint.
Les duchés de Châtellerault et de Bourbon sont alors attribués à Louise de Savoie, mère du roi François Ier, mais le titre s'éteint en 1530 lorsqu'elle cède le territoire du duché à Louis de Bourbon, prince de la Roche-sur-Yon. Le duché est toutefois recréé la même année pour Louise de Savoie ; elle le conserve jusqu'à sa mort en 1532.
Le duché est a nouveau créé pour le petit-fils de Louise Charles, fils du roi François Ier, fait duc d'Orléans, duc de Châtellerault et duc d'Angoulême en 1544. Comme il était célibataire, les titres disparaissent à sa mort 1545.
La création suivante a lieu en 1548 pour James Hamilton, 2e comte d'Arran et régent d'Écosse, à l'occasion de la signature du traité de Châtillon qui arrête les conditions des fiançailles de Marie, reine d'Écosse, avec le dauphin François, fils du roi Henri II. James Hamilton est alors partie prenante de la négociation de cet accord. Cependant, en 1559, lorsqu'il rejoint la faction protestante des Lords of the Congregation, ses domaines et titres français lui sont confisqués (il reste un titre ducal en Angleterre, disputé entre différentes branches : voir ci-dessous).
La récipiendaire suivante du titre est Diane de France, fille légitimée d'Henri II et de Filippa Duci, en 1563. Elle échangera Châtellerault contre le duché d'Angoulême en 1582.
Le duché est alors confié à François, duc de Montpensier, fils de Louis, en 1584. En 1626, sa petite-fille Marie, duchesse de Montpensier, épouse Gaston, duc d'Orléans, fils du roi Henri IV, et leur fille Anne-Marie-Louise, « La Grande Mademoiselle », hérite des duchés de Montpensier et de Châtellerault. Elle meurt sans enfants en 1693 et laisse le territoire du duché à son cousin germain Philippe Ier, duc d'Orléans, fils du roi Louis XIII.
Dans les années 1720, il vend les terres à Frédéric Guillaume de la Trémoille, prince de Talmont (fils cadet d'Henri II). Son fils, Anne-Charles-Frédéric de la Trémoille, est créé duc de Châtellerault en 1730. Il succède à son père comme prince de Talmont en 1738 et meurt sans descendance en 1759. Le titre s'éteint a nouveau lorsque les terres passent à une autre branche de la famille La Trémoille.
En 1864, l'empereur Napoléon III recrée le titre mais cette renaissance ne se fait pas en faveur de l'héritier des lettres patentes originales, le 14e comte de Derby, ni en faveur du dernier héritier mâle, le 2e marquis d'Abercorn, mais en faveur du 12e duc de Hamilton, qui était un cousin au troisième degré de l'empereur par l'intermédiaire de sa mère, l'ex-princesse Marie Elisabeth de Bade. Quand il meurt sans descendance masculine en 1895, c'est son quatrième cousin Alfred, duc de Hamilton, qui hérite du titre. Les ducs de Hamilton et les ducs d'Abercorn ont depuis utilisé ce titre en France, mais sans aucune justification légale.

## Ducs de Châtellerault, première création (1515)
- François de Bourbon-Montpensier (1492 – 1515)
- Charles de Bourbon-Montpensier(1490 – 1527), titre perdu en 1527

## Ducs de Châtellerault, deuxième et troisième créations (1527 et 1530)
- Louise de Savoie (1476 – 1532)

## Ducs de Châtellerault, quatrième création (1540)
- Charles de Valois, duc d'Orléans (1522 – 1545)

## Ducs de Châtellerault, cinquième création (1548)
- James Hamilton (1515 – 1575 )

## Ducs de Châtellerault, sixième création (1563)
- Diane de France 1538 – 1619), duché échangé contre celui d'Angoulême en 1582

## Ducs de Châtellerault, septième création (1583)
- François de Bourbon-Montpensier (décédé en 1592)
- Henri de Bourbon-Montpensier (1573 – 1608)
- Marie de Bourbon-Montpensier (1605 –1627 )
- Anne Louise d'Orléans (1627–1693 )

Le titre est ensuite porté par la Maison d'Orléans.

## Ducs de Châtellerault, huitième création (1730)
- Anne-Charles-Frédéric de La Trémoille, 1er duc de Châtellerault (1711 – 1759)

## Ducs de Châtellerault, cinquième création (1864)
- William Alexander Louis Stephen Douglas-Hamilton, 2e duc de Châtellerault (1845–1895), 12e duc de Hamilton

Pour les successions ultérieures, voir Duc d'Abercorn.